# San Juan (línea F del subte de Buenos Aires)
San Juan será una futura estación del Subte de Buenos Aires perteneciente a la Línea F.
Estára ubicada en la intersección de las avenidas San Juan y Entre Ríos, en el barrio de Constitución.
Tendrá combinaciones con la estación Entre Ríos de la Línea E.